# Hong Song-nam
Hong Song-nam (* 2. Oktober 1924 in Cheongju, damaliges Japanisches Kaiserreich, heutiges Südkorea; † 31. März 2009) war ein nordkoreanischer Politiker.
Hong Song-nam absolvierte ein Studium an der Kim-Il-sung-Universität in Pjöngjang. Danach studierte er Elektrotechnologie am Prager Technischen Institut. Seit 1954 arbeitete er im nordkoreanischen Ministerium für Schwerindustrie.
1964 wurde er Mitglied des Zentralkomitees der Partei der Arbeit Koreas (PdAK) und war ab 1971 Minister für Schwerindustrie. Von 1973 bis 1975 war er stellvertretender Vorsitzender des Administrativrats und von 1973 bis 1977 Vorsitzender der staatlichen Planungskommission.
Ab 1982 war Hong erster Sekretär der PdAK in der Provinz P’yŏngan-namdo. Seit 1986 ist er Mitglied des Politbüros und seit 1987 erneut stellvertretender Vorsitzender des Administrativrats und Vorsitzender der staatlichen Planungskommission. Von 1990 bis 1997 war er stellvertretender Vorsitzender des Ministerrates. 1997 löste er Kang Song-san als Ministerratsvorsitzender ab (Kabinett Hong Sŏng-nam I) und wurde nach den Parlamentswahlen 1998 erneut zum formellen Regierungschef gewählt (Kabinett Hong Sŏng-nam II). Nach den Wahlen 2003 wurde er von Pak Pong-ju abgelöst.